# Bilal Saab
Bilal Alexander Saab (* 16. März 1999) ist ein norwegischer Sänger. Bekanntheit erlangte er als Frontsänger der Band NorthKid sowie als Sieger der achten Staffel von Stjernekamp.

## Leben
Saab stammt von der nordnorwegischen Insel Sørøya. Dort wuchs er in der Kommune Hasvik auf, wo seine Eltern ein auf Touristen ausgelegtes Fischereiunternehmen betrieben. Bilal Saabs Vater wanderte aus dem Libanon nach Norwegen ein. Saab besuchte den Musikzweig der weiterführenden Schule in Alta. Während seiner Zeit in Alta wurde er Sänger der Band NorthKid, die bereits zuvor in anderer Formation bestand.
Im Jahr 2019 nahm Saab an der achten Staffel der beim norwegischen Rundfunk Norsk rikskringkasting (NRK) ausgestrahlten Musikshow Stjernekamp teil. Dort konnte er im Finale gegen Kim Rysstad gewinnen. Im Finale spielte er mit seiner Band die Single Done Fighting. Sein Sieg verhalf sowohl ihm als auch seiner Band zum Durchbruch. Die Single Done Fighting wurde vom NRK-Radiokanal NRK P1 17 Wochen lang in der A-Liste geführt. Viele der für die Zeit nach der Show geplanten Auftritte mussten aufgrund der COVID-19-Pandemie abgesagt werden. Saab kehrte daraufhin nach Hasvik zurück.
Im Frühjahr 2022 nahm Saab gemeinsam mit NorthKid am Melodi Grand Prix 2022, dem norwegischen Vorentscheid für den Eurovision Song Contest, teil. Dort erreichte seine Band den zweiten Platz. Im Herbst 2022 gewann Saab die bei NRK ausgestrahlte Musikshow Maskorama. Im Jahr 2023 gewann er eine Staffel der Promiausgabe der Realityserie 71° Nord. Im Herbst 2024 wurde bei NRK die Serie Her lukter det fesk! ausgestrahlt, in der er in jeder Episode mit einem norwegischen Musiker in seiner Heimat auf Fischertouren geht.